# JS A 3/5
Die Jura-Simplon-Bahn (JS) bestellte kurz vor der Übernahme durch die Schweizerischen Bundesbahnen (SBB) eine Schnellzugdampflokomotive der Bauart A 3/5. Die Vierzylinder-Verbunddamplokomotiven entsprach der reinen Bauart De Glehn mit aussen waagrecht liegenden Hochdruck-Zylindern hinter dem Drehgestell, die auf die mittlere der gekuppelten Achsen arbeiteten und mit unter der Rauchkammer in Neigung 1:20 innen liegenden, zusammengegossenen Niederdruck-Zylindern mit Wirkung auf die erste Achse. Ein grösserer Teil der Maschinen wurde bereits in den Jahren 1913 und 1923 in Heissdampflokomotiven umgebaut.

## Geschichte
Die JS suchte nach einer Lösung für die immer schwerer werdenden Schnellzüge. Die 90 km/h schnellen JS A 2/4 101–130 waren zu schwach, so dass die Züge entweder geteilt oder mit Vorspann versehen werden mussten, die JS B 3/4 waren mit einer Höchstgeschwindigkeit von 75 km/h zu langsam. So entstand die A 3/5 mit dem Laufdrehgestell der A 2/4 und dem Dreikupplertriebwerk der B 3/4. Die Lokomotiven wurden für das Führen von 300-t-Zügen auf 10 ‰-Steigungen mit 50 km/h ausgelegt, die Normallast konnte aber später auf 400 t erhöht werden.
Die A 3/5 wurde ursprünglich von der Jura-Simplon-Bahn (JS) bestellt, aber nur die ersten beiden Maschinen wurden noch 1902 an die JS ausgeliefert. Nach der Verstaatlichung 1903 übernahmen die SBB die Lokomotiven der Jura-Simplon-Bahn und bestellten selbst über hundert Stück mit kleinen Änderungen nach. Insgesamt wurden 111 Maschinen gebaut.
Eine A 3/5 war an der Weltausstellung Turin 1911 ausgestellt.
Die A 3/5 802 erhielt 1918 einen Knorr-Speisewasser-Vorwärmer mit Kolben-Speisepumpe, die A 3/5 731 wurde für Versuche mit Öl- und Kohlenstaubfeuerung benutzt.
Die A 3/5 ist neben der Gotthardlokomotive C 5/6 die bekannteste Dampflokomotive, die beim Personal auch beliebt war. Die Lokomotiven waren Ende 1919 vier der fünf SBB-Kreisen zugeteilt, nur der Kreis V mit Sitz in Luzern, der die Strecken der ehemaligen Gotthardbahn verwaltete, besass keine JS A 3/5. Die meisten Lokomotiven waren dem Kreis II in Basel zugeteilt. Für den schweren Unterhalt waren die meisten Lokomotiven den Werkstätten in Biel zugeteilt, aber auch in Zürich und Yverdon wurde an A 3/5 gearbeitet.
| Kreis | Sitz der Kreisdirektion | Hauptwerkstätte | Lok-Nummern                                 | Anzahl |
| ----- | ----------------------- | --------------- | ------------------------------------------- | ------ |
| I     | Lausanne                | Yverdon         | 701–706, 715–724, 739–742                   | 20     |
| II    | Basel                   | Biel            | 707–714, 725–736, 760–761, 775–790, 799–809 | 49     |
| III   | Zürich                  | Zürich          | 737–738, 755–759, 762–772, 791–798          | 26     |
| IV    | St. Gallen              | Biel            | 743–754, 773–774                            | 14     |
| V     | Luzern                  | –               | –                                           | 0      |

Alle Lokomotiven bis auf die A 3/5 705 (TSI-Nummer: 90 85 0000 705-3) wurden ausrangiert. Diese besteht mittlerweile weitgehend aus Baugruppen anderer Lokomotiven dieser Baureihe, da sie 1953 den Kessel der Lokomotive 739 und 1963 das Untergestell der Lokomotive 778 erhielt. Sie befindet sich im Besitz der Stiftung Historisches Erbe der SBB (SBB Historic) und ist betriebsfähig.

## Weitere Beschaffung von A 3/5 Lokomotiven durch die SBB ab 1906
Im Anbetracht, dass Schnellzuglokomotiven mit der Achsfolge 2’C über weitere Jahre beschafft werden sollten, bot sich mit dem Aufkommen von Heissdampflokomotiven, beispielsweise den ab 1905 gebauten SBB B 3/4 1301–1369, die Möglichkeit den weiteren Nachbau der JS A 3/5 zu überdenken. SBB beschloss deshalb bei der Bestellung des Jahres 1906 über 19 A 3/5-Lokomotiven bei der SLM, sechs davon als Versuchslokomotiven mit technischen Neuerungen auszuführen. Die übrigen entsprachen der von Jura-Simplon-Bahn entwickelten Vierzylinder-Nassdampf-Verbundlokomotiven JS A 3/5, welche die SBB in mehreren Losen nachbeschaffte.
Die Versuchslokomotiven wurden wie folgt ausgeführt:
- zwei Dreizylinder-Heissdampflokomotiven A 3/5 501–502, Antrieb nach der Bauart von Borries auf den ersten Triebradsatz
- zwei Vierzylinder-Heissdampf-Verbundlokomotiven A 3/5 601–602, Antrieb nach der Bauart von Borries auf den ersten Triebradsatz
- zwei Vierzylinder-Nassdampf-Verbundlokomotiven mit Brotankessel A 3/5 651–652[4], Antrieb nach der Bauart De Glehn mit aussen liegenden Hochdruck-Zylindern die auf den mittlere Triebradsatz wirken und mit den Niederdruck-Zylindern mit Wirkung auf den ersten Triebradsatz

Von der Variante mit Brotankessel erhoffte man sich geringere Unterhaltskosten im Vergleich zum normalen Stehkessel mit kupferner Feuerbüchse. Die zuerst als A 3/5 651–652 bezeichneten Lokomotiven erhielten 1913 die Nummern 810 und 811, bevor sie 1933 ausrangiert wurden.
Bei allen Varianten wurden Achsstand und Raddurchmesser unverändert von den JS-Maschinen übernommen. Nach eingehender Erprobung wurde entschieden, die Serie A 3/5 603–649 entsprechend der A 3/5 601–602 als Vierzylinder-Heissdampf-Verbundlokomotiven mit kleinen Änderungen aufzulegen, damit wurde der Bau der JS A 3/5 1909 abgeschlossen.

## Technisches
Die ursprünglich als Vierzylinder-Nassdampf-Verbundlokomotiven gebauten Maschinen stellten eine Weiterentwicklung der 1897 gelieferten A 3/5 201–230 der Gotthardbahn-Gesellschaft dar. Sie hatten gegenüber diesen eine etwas grössere Feuerbüchse, ein auf 1780 mm vergrösserten Triebraddurchmesser und einen vergrösserten Kolbenhub. Dadurch stieg die Höchstgeschwindigkeit von 90 km/h der Gotthardbahnmaschinen auf 100 km/h an. Weiter wurde die Zylinderanordnung gegenüber den Gotthardmaschinen gedreht, sodass die Hochdruckzylinder aussen und die Niederdruckzylinder innen angeordnet waren. Die von der SBB nachgebauten Lokomotiven hatten gegenüber den ersten beiden Lokomotiven einen auf 8350 mm vergrösserter Radstand und dadurch eine grössere direkte Strahlungsheizfläche. Das Adhäsionsgewicht stieg auf 46 t.
Die ersten 48 Lokomotiven hatten vierachsige Tender mit zwei Drehgestellen amerikanischer Bauart, die übrigen dreiachsige. Letztere hatten einen grösseren Wasservorrat als die Vierachser, konnten aber nur 7 t Kohle aufnehmen.
Der Kesseldruck betrug 15 bar. Von den JS A 3/5 erhielten 68 Lokomotiven zwischen 1913 und 1923 einen Rauchrohr-Überhitzer der Bauart Schmidt eingebaut. Bei 22 Maschinen wies er 21, bei 46 Maschinen 24 Überhitzerelemente auf. Dabei wurden keine grösseren Veränderungen an der Maschine vorgenommen, einzig die Schieber der Hochdruckzylinder wurden durch solche aus Phosphorbronze mit verbesserter Schmierung ersetzt. Das Adhäsionsgewicht stieg auf 47,8 t.
| Steigung         | Schnellzüge | Güterzüge |
| ---------------- | ----------- | --------- |
| 0 ‰ (ebene Bahn) | 450 t       | 1260 t    |
| 10 ‰             | 400 t       | 480 t     |
| 26 ‰ (Gotthard)  | 143 t       | 160 t     |